# Jartsyzsk
Jartsizsk (en ucraniano Харцизьк, romanizado como Khartsyz'k; en ruso Харцызск, romanizado como Khartsyzsk) es una ciudad ucraniana que pertenece al óblast de Donetsk. Ubicada a 25 km al este de la ciudad de Donetsk. Fue fundada en 1869 y adquirió el estatus de ciudad en 1938. Su industria está basada en la metalurgia. La mayor parte de la población habla el ruso para comunicarse.

## Historia
El origen de la población se remonta a la construcción de una estación ferroviaria en la línea Kursk–Járkov–Azov en 1869, y después a la explotación de yacimientos de carbón. A partir de 1895, se pusieron en funcionamiento varias factorías de construcciones mecánicas.

## Población
| Año        | 1926 | 1959   | 1981   | 2006    |
| Habitantes | 5100 | 34 000 | 63 000 | 110 000 |

## Lugares de interés

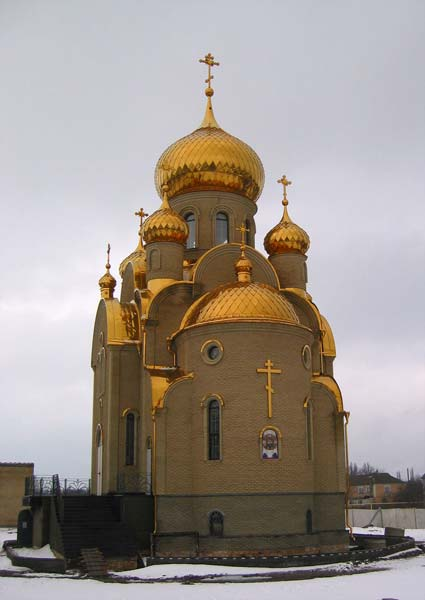
Jartsyzsk.

El parque de Chéjov, la plaza de Lenin y las calles más importantes son Krasnoznaménskaya (cuenta con un centro de salud); Oktiabriaskaya (con el museo municipal y la oficina de correos) y Vokzálnaya (con la estación de autobuses, guardia civil, monumento a la Segunda Guerra Mundial).